# 沙穆什卡
39°21′N 8°29′W / 39.350°N 8.483°W
沙穆什卡（葡萄牙語：Chamusca），是葡萄牙的城鎮，位於該國中部，由聖塔倫區負責管轄，始建於1561年2月18日，面積746.01平方公里，2011年人口10,120，人口密度每平方公里13.57人。